# Licurgo de Atenas
Licurgo (396 a.C. – 323 a.C.) viveu e morreu na cidade de Atenas, Grécia antiga. Foi um político e legislador influente, tendo sido também filósofo de grande reputação, mas pouco se sabe sobre sua bibliografia. Licurgo foi o orador que condenou Lysicles à morte, após a derrota ateniense na Batalha de Queroneia. Licurgo geriu as finanças de Atenas por doze anos, e foi reconhecido por sua honestidade.

## Carreira
No rescaldo da derrota ateniense na Batalha de Queroneia em 338 a.C., ele se tornou a figura principal na política ateniense, assumindo o controle das finanças atenienses e promovendo uma série de medidas que aumentaram drasticamente as receitas de Atenas. Esse dinheiro foi usado para expandir a marinha, melhorar as fortificações da cidade, desenvolver os templos e cerimônias religiosas e construir uma grande reserva. Ele também encorajou a restauração dos valores tradicionais e processou aqueles que ficaram aquém de suas expectativas de comportamento cívico. Por causa de seu papel de liderança, o período de 338 a 324 a.C. costuma ser conhecido nos estudos modernos como a "Era de Licurgo".
Ele foi um dos dez oradores áticos incluídos no "Cânone Alexandrino" compilado por Aristófanes de Bizâncio e Aristarco de Samotrácia no século III a.C.. Seu único discurso sobrevivente é o Contra Leocrates.
Ele não deve ser confundido com o legislador espartano quase mitológico de mesmo nome.

## Escritos
As Vidas dos Dez Oradores mencionam que existiam quinze orações de Licurgo quando foi escrito,  provavelmente no final do século I a.C., mas sabemos os títulos de pelo menos vinte. Todos eles estão perdidos ou preservados apenas em fragmentos, exceto Contra Leocrates, que foi entregue em 330 a.C. 
Como resultado, nosso conhecimento de seu estilo como orador é muito incompleto. Dionísio e outros críticos antigos chamam atenção especial para a tendência ética de suas orações, mas censuram a dureza de suas metáforas, a imprecisão no arranjo de seu assunto e suas frequentes digressões. Seu estilo era considerado nobre e grandioso, mas nem elegante nem agradável. Suas obras parecem ter sido comentadas por Dídimo de Alexandria.
Theon menciona duas declamações, Encomium of Helen e Deploration of Eurybatus, como obras de Licurgo; mas este Licurgo, se o nome estiver correto, deve ser um personagem diferente do orador ático.
Against Leocrates foi impresso pela primeira vez por Aldus Manutius em sua edição dos oradores áticos em 1508.

## Edições
- Cooper, Craig; Harris, Edward M.; Worthington, Ian, eds. (2010). Dinarchus, Hyperides, and Lycurgus (em inglês). [S.l.]: University of Texas Press. ISBN 978-0-292-77407-0
- Lycurgus (2019).  Rosiman, Joseph, ed. Against Leocrates First ed. Oxford, United Kingdom: Oxford University Press. ISBN 9780198830177